# دیوید وری
دیوید وری (انگلیسی: David Verrey) بازیگر اهل بریتانیا است.

از فیلم‌ها یا مجموعه‌های تلویزیونی که وی در آن‌ها نقش داشته‌است، می‌توان به دکتر هو، پوآرو ، نکته باریک، شصت و شش و حمله به لنینگراد اشاره کرد.